# Alfa Romeo Giulia GT Veloce

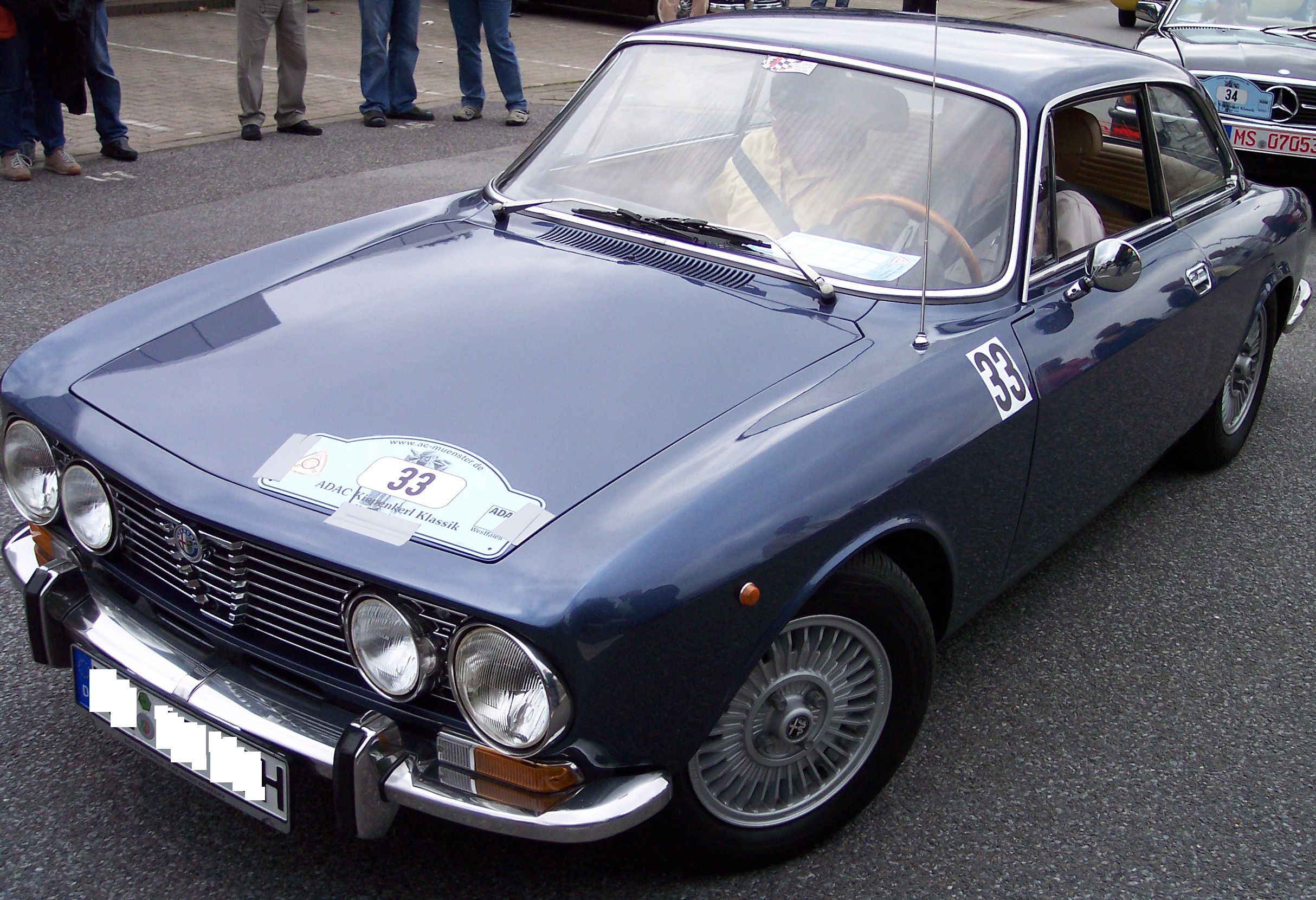
Alfa Romeo 2000 GTV.

El Alfa Romeo Giulia GT Veloce (GTV) es un automóvil deportivo con carrocería cupé de la familia Giulia, que el fabricante italiano Alfa Romeo presentó al público en el año 1963.
El GTV evolucionó en varios modelos con leves diferencias durante su larga vida (desde 1967 a 1977). La primera serie fue conocida como 1750 GTV, y la segunda (presentada en 1971) se bautizó como 2000 GTV. La mayoría de los cambios corresponden a motor, interiores y luces.
El 1750 GTV se desarrolló en dos variantes: Mk I (1967-1969) y Mk II (1969-1971). La primera es la más codiciada, por sus asientos tipo backet y sus pedales de base inferior. Otros cambios sutiles afectan a los parachoques y los intermitentes. El Mk I disponía de un Panel de instrumentos (diseñado por Bertone) con dos grandes esferas para tacómetro y cuentarrevoluciones, y una consola central de madera que albergaba dos esferas más, interruptores y palanca de cambios. Por la disposición del motor y la caja de cambios, la palanca quedaba casi en posición horizontal, algo muy característico del modelo.
En 1971, el motor del GTV pasó de 1.8 litros a 2.0 litros. Además el panel de instrumentos cambió notablemente, las luces traseras pasan a ser más grandes, y en el frontal se adopta una rejilla de lamas horizontales cromadas.
El GTV también fue exportado a Estados Unidos, con los consiguientes cambios para su correcta homologación. La inyección electrónica y los intermitentes son las principales diferencias con el modelo original europeo.